# TFAP2E
TFAP2E‏ (None) هوَ بروتين يُشَفر بواسطة جين TFAP2E في الإنسان.